# Dick Schmüll
Diederich Herman "Dick" Schmüll (Sunggal, 9 oktober 1908 - Diemen, 11 juli 1990) was een Amsterdams turnleraar en sportcoach die in Nederland een belangrijke rol speelde bij de introductie van volleybal, basketbal en softbal.

## Leven en loopbaan
Hij was zoon van tabaksplanter Adriaan Louis Henri Schmüll en Arsillah uit Nederlands-Indië. Hijzelf trouwde in 1936 met Maria Carolina Sutherland Roijaards en na een echtscheiding later met Catharina Jacoba (Katrien) de Vries Lentsch. Zoon Roderik (Rody) Schmüll (1945-2005 van de eerste vrouw) was fotomodel en speelde in enkele films een bescheiden rol. 
Hij werd in 1928 lid van de Amsterdamse Maatschappij voor Jongemannen (AMVJ),de Nederlandse tak van de YMCA.. Hij gaf daar leiding aan allerlei sporten van atletiek tot wedstrijdzwemmen. Hij deed tevens dikwijls mee in wedstrijden binnen die sporten, maar was ook bedreven in alpinisme, roeien en vechtsporten. In 1928 startte hij als sportleider de promotie van het volleybal, hetgeen in 1930 uitmondde in de eerste interlandwedstrijd met Engeland en volleybalclub AMVJ. Eenzelfde geschiedenis kende de ontwikkeling van het basketbal. In 1928 introduceerde de Brit Lew Lake van de Londense YMCA basketbal in het AMVJ gebouw aan het Leidsebosje. Schmüll was in 1930 betrokken bij de oprichting van de basketbalafdeling. Schmüll was in die jaren dus betrokken bij de oprichting van zowel de Amsterdamse Basketbal Bond (ABB, 1938) en de Nederlandse Basketbal Bond (1947), de NeVoBo (1947) als de FIVB en was er tevens bestuurslid. Opvallend binnen het volleybal was dat er meteen gestart werd met competities voor mannen en vrouwen. 
Van 31 maart 1946 tot 1 mei 1951 was hij de allereerste coach van het Nederlands basketbalteam.
In zijn loopbaan is hij coach geweest van meerdere clubs. Bij AMVJ startte en stopte hij zijn loopbaan.
Binnen het volleybal was hij op 18 januari 1947 betrokken bij de oprichting van de Landelijke Volleybal Commissie; er was gebleken dat bij verschillende wedstrijden verschillende regelmenten werden gehanteerd. In datzelfde jaar leidde dat op 6 september 1947 in het centraal gebouw van de AMVJ, tot de oprichting van de NeVoBo.
Als auteur schreef hij meerdere werken over training, gymnastiek, basketbal, softbal en schoolsport. Hij was ook enige tijd docent aan de Academie voor Lichamelijke Opvoeding (Amsterdam) en ook basketbalscheidsrechter.
Hij overleed op 81-jarige leeftijd en werd begraven op de Amsterdamse begraafplaats De Nieuwe Ooster. In juli 2022 vernoemde Amsterdam een brug naar hem.
- International Standard Name Identifier: 0000 0003 8731 045X
- Nederlandse Thesaurus van Auteursnamen: 068784503
- Virtual International Authority File: 280202190
- WorldCat: E39PBJmXPKt49ydBbGMKBVvrbd